# CBHD
中国蓝光高清光盘（China Blue High-Definition，简称CBHD）是存储高品质的影音以及高容量的数据的光碟格式之一。曾叫做CH-DVD。
該格式是HD DVD的衍生格式，HD DVD 是DVD論壇創建的一種介質，旨在取代常規DVD。

## 历史
清华大学光盘国家工程研究中心和中国电子技术集团第三研究所用了3年的时间，对以东芝为主导的HD-DVD标准进行了3处改动：用4-6(FSM)调制码代替8-12(ETM)调制码，采用简化的导航系统，采用中国的音视频压缩标准AVS，以适应中国的消费需求。
2007年2月DVD论坛的理事会议，通过了中国版的HD-DVD物理格式技术规范标准文本。应用格式规范编制以及样机开发转向以国内为主进行。改动后的光盘格式在DVD论坛被称为中国版HD DVD，国内称它为中国蓝光高清光盘，简称CBHD。

## 支持
2009年3月，美国华纳兄弟电影公司宣布支持CBHD。同时，CBHD也获得美国派拉蒙电影公司、英国广播公司和探索通信公司的支持。